# Prosopologie
 (mai 2025).
Si vous disposez d'ouvrages ou d'articles de référence ou si vous connaissez des sites web de qualité traitant du thème abordé ici, merci de compléter l'article en donnant les références utiles à sa vérifiabilité et en les liant à la section « Notes et références ».
La prosopologie, fondée par Roger Ermiane dans les années 1940, est l'étude des correspondances qui existent entre les contractions musculaires du visage (mimiques statiques et dynamiques) et leurs significations psychologiques. Sous la peau du visage existent de petits muscles peauciers qui vont de la surface osseuse à la face profonde de la peau : c'est en se contractant qu'ils modifient les traits du visage. Par exemple, le frontal élève les sourcils, le triangulaire abaisse le coin de la bouche.

## Bibliograophie
- Roger Ermiane, Jeux musculaires et expressions du visage, 1949